# ميخائيل ليزلي
ميخائيل ليزلي (بالإنجليزية: Michael Leslie)‏ هو لاعب سنوكر بريطاني، ولد في 28 يناير 1993 في Bonnyrigg ‏ في المملكة المتحدة.

## روابط خارجية
- ميخائيل ليزلي على موقع CueTracker.net (الإنجليزية)